# Zr.Ms. Bruinvis (1994)
De Zr.Ms. Bruinvis is een Nederlandse onderzeeboot van de Walrusklasse, gebouwd door de Rotterdamse scheepswerf RDM. De bouw van de Bruinvis liep vertraging op doordat een deel van de voor de Bruinvis bedoelde apparatuur voor de uitgebrande onderzeeboot Walrus werd gebruikt. Al eerder is bij de Nederlandse marine een schip naar de bruinvis genoemd, de Hr.Ms. Bruinvisch uit 1941.